# جنيفر جاكسون
جنيفر جاكسون (بالإنجليزية: Jennifer Jackson)‏ هي بلاي ميت وعارضة أمريكية، ولدت في 6 فبراير 1945 في شيكاغو في الولايات المتحدة.

## وصلات خارجية
- جنيفر جاكسون على موقع IMDb (الإنجليزية)
- جنيفر جاكسون على موقع كينوبويسك (الروسية)